# Julius Herzka
Julius Herzka, auch Julius Hertzka (* 1. Oktober 1859 in Pest; † 22. Oktober 1925 in Brünn, Tschechoslowakei) war ein österreichischer Schauspieler, Theaterleiter, Theater- und Stummfilmregisseur.

## Leben

### Theater
Julius Herzka begann seine künstlerische Laufbahn 1880 als Schauspieler in der Temesvar (für Chor und kleine Rollen), war 1881 in Troppau, wo er zwei Jahre blieb, dann nach Czernowitz und wurde von dort von Hermine Albrecht an das Stadttheater Wien empfohlen. Nachdem dieses abgebrannt war, musste er an kleinen bis kleinsten Theater spielen, nicht nur als Schauspieler, sondern auch als Regisseur und Theaterleiter. 1897 kam er nach Linz und von dort 1898 ans Landestheater Prag. Seine schauspielerische Tätigkeit hatte er zu diesem Zeitpunkt fast ganz aufgegeben und er arbeitete fast nur noch als Regisseur. Im Februar 1900 hatte er seinen letzten Auftritt als Schauspieler.
Er wirkte bis in das frühe 20. Jahrhundert hinein als Regisseur, Oberspiel- und Theaterleiter sowohl in der Provinz (z. B. Budweis, Meran) als auch in der österreich-ungarischen Hauptstadt Wien (Regisseur und Direktionsstellvertreter am Deutschen Volkstheater). Unmittelbar vor dem Ersten Weltkrieg war Herzka Direktor des Brünner Stadttheaters. In seinen letzten Lebensjahren, seit September 1918, ist er mit seiner 1872 in Prag geborenen Ehefrau Anna, geborene Hassal, in Wien gemeldet gewesen. In dieser Zeit war er am Theater als Oberspielleiter der Rolandbühne beschäftigt und arbeitete in dieser Funktion u. a. mit dem zu dieser Zeit noch weithin unbekannten Hans Moser zusammen.

### Film
Von 1921 bis 1923 war Julius Herzka auch intensiv für den österreichischen Film aktiv. Beginnend mit einer im März 1921 uraufgeführten Adaption von Victor Hugos „L‘homme qui rit“, „Das grinsende Gesicht“ mit Franz Höbling und Nora Gregor in den Hauptrollen, inszenierte Herzka insgesamt acht oftmals dramatische Geschichten, gelegentlich nach einer literarischen Vorlage. Zumeist produzierte die Wiener Olympic-Film, mehrfach schrieb Louis Nerz das Drehbuch zu Herzkas Arbeiten bzw. führte Eduard Hoesch die Kamera. In jenen Jahren war Herzka, an der Seite von Julius Strobl, einer der beiden Vizepräsidenten des Filmbundes.

## Theaterrollen (Auswahl)
- Michel Perrin – Michel Perrin, der Spion wider Willen (Mélesville)
- Prinz Aragon – Der Kaufmann von Venedig (William Shakespeare)
- Theo Klingenberg – Die goldene Spinne (Franz von Schönthan)

## Filmografie
- 1921: Das grinsende Gesicht
- 1921: Meriota, die Tänzerin (auch: Merista, die Tänzerin)
- 1922: Der Kaufmann von Venedig
- 1922: Die trennende Brücke
- 1923: Die Wienerstadt in Bild und Lied (Co-Regie mit Hans Otto Löwenstein)
- 1923: Menschen, Menschen san ma alle…! (Co-Regie mit Hans Otto Löwenstein)
- 1923: Der Himmel voller Geigen (Co-Regie mit Hans Otto Löwenstein)
- 1923: Die kleine Sünde